# Monument la mormântul comun al ostașilor căzuți în 1944 (Ceadîr-Lunga)
Monumentul la mormântul comun al ostașilor căzuți în 1944 este un monument amplasat în Ceadîr-Lunga, Republica Moldova. Este un monument istoric de importanță națională inclus în Registrul monumentelor Republicii Moldova ocrotite de stat cu nr. 175 (raionul Ceadîr-Lunga).